# 육군포공학교
일본 육군포공학교(日本 陸軍砲工学校)는 일본 제국 도쿄시 소재 일본 제국 육군의 병과학교다. 1889년 6월 3일부터 1945년 10월 31일까지 운영되었다.